# NGC 6841
NGC 6841 est une très vaste galaxie elliptique située dans la constellation du Sagittaire. Sa vitesse par rapport au fond diffus cosmologique est de 5 660 ± 23 km/s, ce qui correspond à une distance de Hubble de 83,5 ± 5,9 Mpc (∼272 millions d'al). NGC 6841 a été découverte par l'astronome britannique John Herschel en 1834.

## Supernova
La supernova SN 2009it a été découverte dans NGC 6841 le 1er septembre 2009 par G. Pignata, J. Maza, M. Hamuy et un groupe d'astronomes dans le cadre du programme de recherche de supernovas CHASE (CHilean Automatic Supernova sEarch) de l'université du Chili. Cette supernova était sous-lumineuse et de type Ia.